# Julius Maada Bio
Julius Maada Wonie Bio (Tihun, 12 maggio 1964) è un politico e militare sierraleonese, Presidente della Repubblica di Sierra Leone dall'aprile 2018.
In precedenza aveva ricoperto la carica di capo dello Stato come militare dal gennaio al marzo 1996.
Il 22 giugno 2025, Julius Maada Bio è stato eletto presidente della Comunità economica dell'Africa occidentale (CEDEAO), durante un vertice ordinario dei capi di Stato, tenutosi ad Abuja, in Nigeria.